# Гость (купечество)

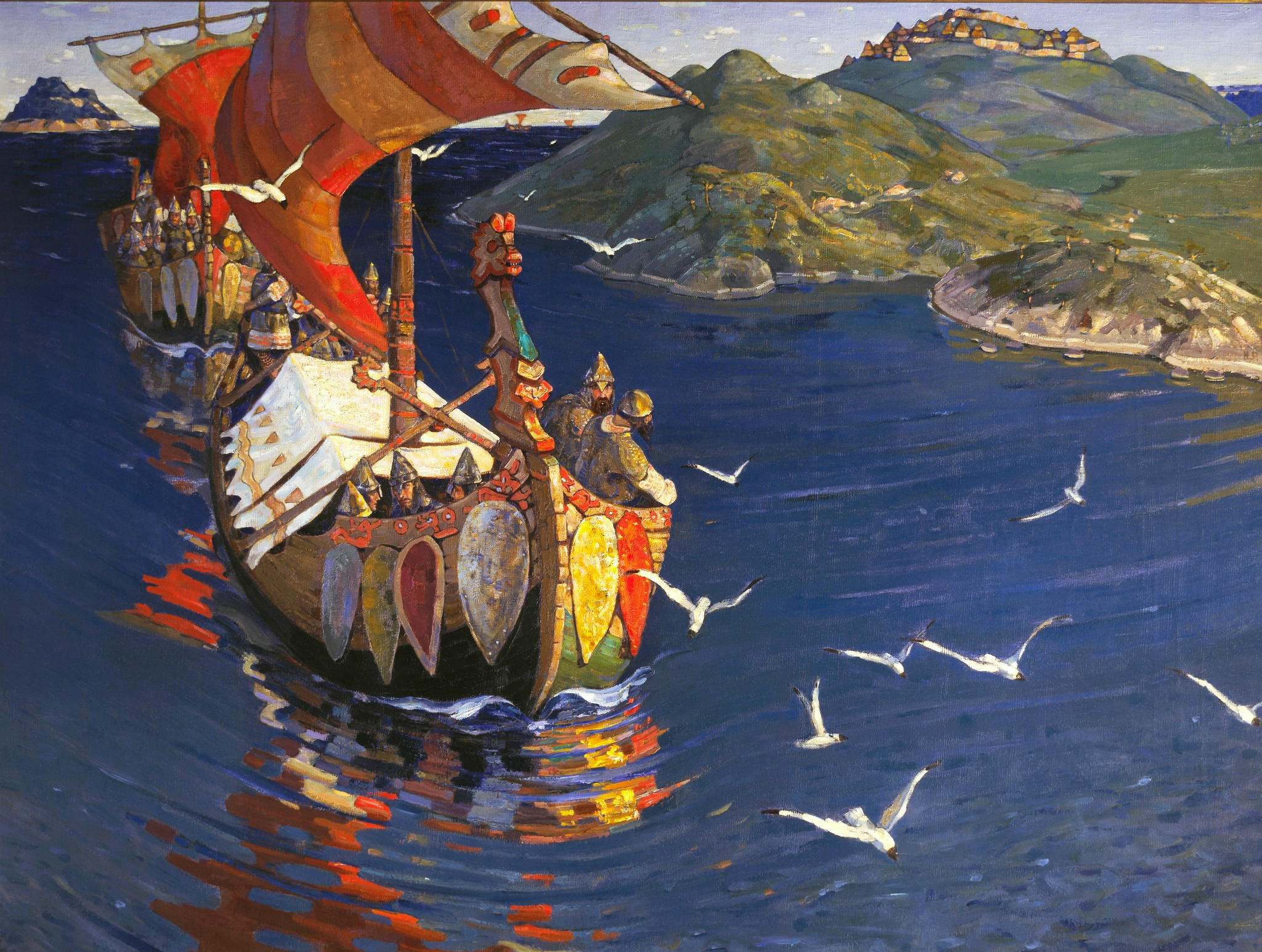
Николай Рерих. «Заморские гости». 1901 год. Государственная Третьяковская галерея, Москва.

Гость (гости) — название крупных купцов до введения купеческих гильдий, иноземный купец. Впервые упоминаются в договорах князей Олега и Игоря с греками.
Упоминание о гостях содержится также в Повести временных лет в связи с захватом Киева Олегом в 882 году. Вещий князь схоронил воинов, сам направился к Киеву, отправив местным князьям послание, что он «гость есмь», направляющийся «въ Греки от Олга и от Игоря княжича», предложив им прийти «к намъ к родомъ своимъ». Аскольд и Дир на предложение откликнулись, «придоста», после чего коварно были убиты.

## История
Гости имели право торговать с другими городами и странами. Гости вели только оптовую торговлю. Ввозимые товары складировались на особых дворах, которые получили название Гостиный двор.
До XVII века новгородское купечество делилось на пять групп, именовавшихся по названиям городских концов (районов): Неревский, Людин (Гончарский), Славенский, Загородский, Плотницкий. Затем новгородское купечество разделилось на четыре класса: гости, именитые, ремесленники и смерд. Московское купечество разделилось на гостей, гостиную сотню (большой, средней и меньшей статьи), суконную сотню (большой, средней и меньшей статьи), чёрную сотню, слободы и посадских тяглых.
К середине XVII века гости стали высшей категорией привилегированного русского купечества. Основными привилегиями гостей были освобождение от тягловых повинностей, свободный проезд за границу для торговли, право приобретать вотчины, подсудность непосредственно царю. Каждый гость имел от царя особую жалованную грамоту «на гостиное имя». Например, Алексей Михайлович пожаловал грамоту в 1659 году гостю Афанасию Федотову и в 1679 году гостю Михаилу Иванову сыну Гурьеву.
В XVII веке в России было всего около 30 гостей. Звание это получали от царя самые крупные предприниматели с торговым оборотом не меньше 20 тысяч рублей в год (доход боярина составлял около 700 рублей в год). Звание гостя жаловалось за особые заслуги или за знатное распространение торговли.
В XVII веке членов гостиной и суконной сотен было около 400. Они также пользовались различными привилегиями, но уступали гостям в «чести». Гостиные и суконные сотни имели самоуправление. Сотни избирали голов и старшин.
Чёрная сотня и слободы — ремесленные самоуправляемые организации. Торговали продукцией собственного производства.
Гости крупных городов объединялись в привилегированные корпорации: «Московское сто», «Ивановское сто», «Сурожане» (торгующие со странами Востока).
На Земских соборах гости были представлены выборными людьми. Из числа гостей выбирались начальники таможен в Москве и Архангельске, бургомистры и головы внутренних таможен, оценщики мехов в Сибирском приказе. Гости собирали чрезвычайные налоги, заведовали казёнными предприятиями, торговали казёнными товарами (вино, соль) и т. д. В случае недобора в казну гости несли материальную ответственность. Правительство использовало гостей для сбора информации за границей.
В целях безопасности гости вели караванную торговлю. Члены гостевых торговых общин были соединены клятвой (ротой) и назывались ротниками; их караваны носили название дружины, a караванные начальники назывались старостами.
В 1720 году Пётр I учредил Купеческий Магистрат, городские жители были разделены на три гильдии. Гости были включены в купеческое сословие.

## Известные гости
Среди гостей XVII века богатством выделялись Никитниковы, Светешниковы, Гурьевы, Шорины, Шустовы, Федотовы-Гусельниковы, Усовы-Грудцыны.

## Иностранные гости
В XVI веке в Москве торговали преимущественно поляки; немцы, шведы и ливонцы ездили в Новгород. В Москве привезённые товары предоставлялись таможне. Таможня составляла описи и оценку. Преимущественное право покупки иностранных товаров принадлежало царю. Купец не имел право начинать торговлю до окончания выбора царской казны. Это приводило к длительным задержкам. В Новгороде это правило исполнялось не так строго, как в Москве, поэтому Новгород в торговом отношении был более развит, чем Москва.
Иностранные гости должны были складировать свои товары на общественных гостиных дворах. Это правило не касалось английской Московской компании. Московская компания могла иметь свои дворы в городах Москва, Ярославль, Холмогоры, Вологда. Состав городов менялся со временем при выдаче новой привилегии на торговлю в России.
После банкротства члена Московской компании Антона Мерша с долгом в 23 тысячи рублей начался дипломатический скандал. Для его разрешения в 1588 году в Москву приехал посол Флетчер. Русские купцы, торгуя с Мершем, считали его гостем и думали, что по его долгам будут отвечать английские гости. Английские гости считали, что Мерш торговал от своего имени. В результате переговоров было решено, что гости, торгующие в России, должны находиться в ведении гостиного приказчика. Составлялось два списка гостей: один хранился в Посольском приказе, другой — у гостиного приказчика. Изменения в составе гостей должны были заноситься в оба списка.
Голландские гости объединялись в свои корпорации, которые имели право держать свои дворы в Архангельске, Москве, Вологде, Холмогорах и Усть-Коле. При Алексее Михайловиче они утратили эту привилегию.
После заключения Кардисского договора шведы получили право иметь свои дворы в Москве, Новгороде, Пскове и Переяславле.

### Корпорации иностранных гостей в России
- Московская компания;
- Армянская компания;
- Тобольские бухарцы;
- Гамбургский торговый дом Марселисов;
- Голштинская компания (с 1634 года).

## Гости в культуре

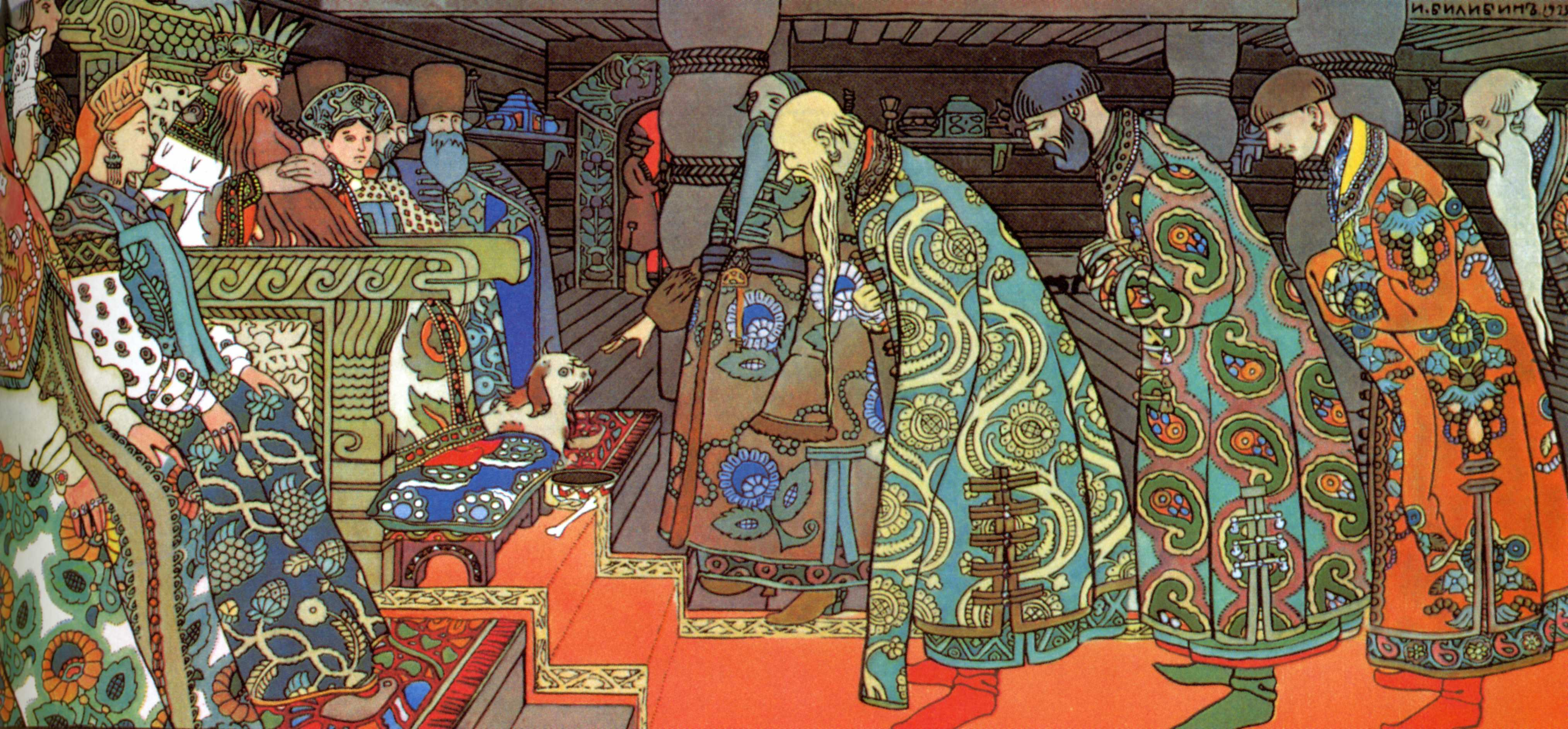
Иван Билибин. Гости. Иллюстрация к «Сказке о царе Салтане». 1905 год.

- Садко (Богатый гость) — герой былин новгородского цикла.
- Пушкин А. С. «Сказка о царе Салтане»:

Пристают к заставе гости

Князь Гвидон зовет их в гости,

Их он кормит и поит

И ответ держать велит:

«Чем вы, гости, торг ведете

И куда теперь плывете?»